# Roberto Zanetti
Roberto Zanetti é um cantor, produtor musical, compositor e empresário italiano, nascido em Massa, Toscana, nascido em 28 de novembro de 1956. Como cantor, Zanetti é conhecido sob o nome artístico de Savage, e como produtor musical, é conhecido como Robyx.
Ele fundou várias empresas como a Robyx Productions, a Extravaganza Publishing e a DWA Records.
Zanetti produziu e escreveu músicas para diversos artistas além de si mesmo, incluindo Ice MC, Double You, Alexia, Corona e Zucchero.

## Carreira vocal
Desde 1983, Zanetti tem registrado sob o nome artístico de Savage. Sua canção "Don't Cry Tonight" foi bem-sucedida na Europa e tem sido freqüentemente remixada desde então. No mesmo ano gravou "Only You", um número de disco lento, que também se tornou consideravelmente popular. Seu primeiro álbum, Tonight foi bem sucedido comercialmente e precedido singles como "Radio", "Time", "A Love Again", "Celebrate", "Love Is Death". Em 1989,  gravou "I Just Died In Your Arms Tonight" (um "remake" Hi-NRG de uma canção de Cutting Crew), bem como um álbum de grandes sucessos. Em 1994, ele lançou outro álbum, Strangelove, contendo uma série de remixes de suas músicas mais antigas e quatro misturas da música Strangelove (originalmente composta pelo grupo musical inglês Depeche Mode). O último single lançado por Savage foi "Don't You Want Me", que apareceu em seu próprio selo Dance World Attack, em 1994. Esta faixa não está presente no álbum "Strangelove". Após um silêncio de quinze anos, ele lançou "Twothousandnine - 2009" como maxi-single em outubro de 2009.

## Produção de carreira
No início de 1990, Robyx foi o pioneiro na produção do estilo eurodance. Canções como "Think About The Way", de Ice MC, "The Rhythm Of The Night", de Corona com participação de Ice MC, "Me And You", de Alexia, e "Run To Me", de Double You fizeram de Robyx um sucesso internacional como produtor musical. Zanetti é creditado para o aumento da exposição da eurodance no rádio. Robyx lançou as canções "Take Away The Colour" (1993) e "The Rhythm Of The Night" (1993). Em meados dos anos 1990, quando o eurodance atingiu a popularidade, Robyx lançou diversos singles, sendo o mais bem sucedido "Baby Baby", de Corona. Este single, assim como "The Rhythm Of The Night", foi tocado nas rádios norte-americanas, o que na época era incomum para uma música dance europeia. Em 1996, Robyx produziu a canção "The Summer Is Crazy" para Alexia. A partir daí, Robyx produziu menos música, e tem-se centrado na música pop italiana, em oposição ao gênero eurodance.

## Discografia de Savage

### Singles
- Don't Cry Tonight (1983)
- Only You (1984)
- Radio/A Love Again (1984)
- Radio/Reggae Radio (1984)
- Love Is Death (1986)
- Celebrate (1986)
- I'm Loosing You  [sic] (1988)
- Don't Cry Tonight (Rap '89) (1989)
- Good-Bye (1989)
- Johnny-LALA
- Twothousandnine (2009)
- I Love You (2020)
- Italodisco (2020)
- Where Is The Freedom (2020)

### Álbuns
- Tonight(1984)
- Capsicum (1986)
- Goodbye (1989)
- Strangelove (1994)
- Don't Cry – Greatest Hits (1994)
- Discomania (2001)
- Love & Rain (2020)